# Sargíneos

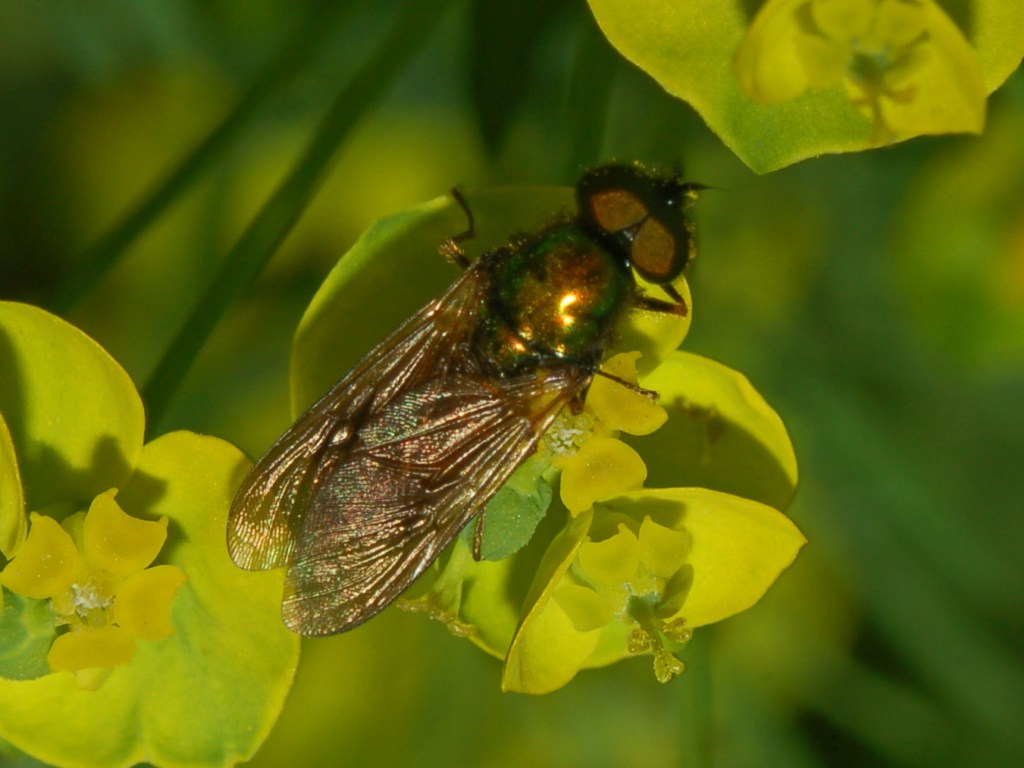
Cloromia formosa

Sargíneos (Sarginae) são uma subfamília de moscas soldados da família Stratiomyidae .

## Gêneros
- Acrochaeta Wiedemann, 1830[4]
- Cephalochrysa Kertész, 1912[5]
- Chloromyia Duncan, 1837[6]
- Chrysochromioides Brunetti, 1926[7]
- Filiptschenkia Pleske, 1926
- Formosargus James, 1939[8]
- Gongrosargus Lindner, 1959[9]
- Himantigera James, 1982[10]
- Lobisquama James, 1982[10]
- Merosargus Loew, 1855[11]
- Microchrysa Loew, 1855[11]
- Microptecticus Lindner, 1936[12]
- Microsargus Lindner, 1958[13]
- Otochrysa Lindner, 1938[14]
- Paraptecticus Grünberg, 1915[15]
- Ptecticus Loew, 1855[11]
- Ptectisargus Lindner, 1968[16]
- Sagaricera Grünberg, 1915[15]
- Sargus  Fabricius, 1798[17]
- Stackelbergia Pleske, 1930[18]